# آنتن فضایی تداخل‌سنج لیزری
آنتن فضایی تداخل سنج لیزری (به انگلیسی: Laser Interferometer Space Antenna) که به اختصار لیسا (LISA) نامیده می‌شود یک طرح پیشنهاد شده برای یک مأموریت فضایی با هدف آشکارسازی و اندازه‌گیری دقیق امواج گرانشی از منابع نجومی است. در حال حاضر یکجور همکاری از جانب کنسرسیوم مستقل الیسا (به انگلیسی: eLISA) می‌باشد. یک مأموریت آزمایشی به نام رهیاب لیسا برای نمایش فناوری لازم جهت تحقق اهداف مأموریت اصلی طراحی شده‌است که در سال ۲۰۱۴ پرتاب خواهد شد.
پیش از این لیسا پروژه مشترک آزانس فضایی ایالات متحده (ناسا)(به انگلیسی: NASA) و آژانس فضایی اروپا (اسا) (به انگلیسی: ESA) بود. اما در ۸ آوریل ۲۰۱۱، ناسا اعلام نمود که به دلیل محدودیتهای بودجه، احتمالاً قادر به ادامه مشارکت با آژانس فضایی اروپا در پروژه لیسا نخواهد بود. اسا طرح پروژه را مورد مرور کامل قرار داد و نام آن را به نام رصدگر امواج گرانشی جدید (به انگلیسی: New Gravitational wave Observatory) تغییر داد. این پروژه یکی از سه نامزد برای اولین مأموریت رده-ال دید کیهانی بود.
اما به کاوشگر کوه یخی مشتری (به انگلیسی: Jupiter Icy Moon Explorer) باخت و ممکن است که نامزدی برای مأموریت رده-ال بعدی باشد.
آنتن فضایی تداخل‌سنج لیزری پیشرفته «ایلیسا eLISA» بالاخره با کمک رهیاب لیسا در ۲۲ ژانویه ۲۰۱۶ در مدار خورشید مرکزی
درنقطهٔ L1 لاگرانژ قرار گرفت. تحقیقات علمی آن که از ۸ مارس ۲۰۱۶ آغاز شده قرار است ۶ ماه به طول بکشد.